# Václav Nový
Václav Nový – sprinter reprezentujący Bohemię, uczestnik letnich igrzysk olimpijskich w Paryżu.

## Letnie Igrzyska Olimpijskie 1900
| Konkurencja        | Eliminacje | Eliminacje       | Półfinały             | Półfinały             | Finał                 | Finał                 |
| Konkurencja        | wynik      | miejsce          | wynik                 | miejsce               | wynik                 | miejsce               |
| ------------------ | ---------- | ---------------- | --------------------- | --------------------- | --------------------- | --------------------- |
| Bieg na 100 metrów | nieznany   | 3. w swoim biegu | → Nie awansował dalej | → Nie awansował dalej | → Nie awansował dalej | → Nie awansował dalej |